# Wohnplatz von Thüle

Lage in der Gemeinde Salzkotten

Der Wohnplatz von Thüle ist ein archäologischer Fundplatz nahe der Lippe in Nordrhein-Westfalen. Er liegt 4 km nördlich von Salzkotten im Kreis Paderborn. Am östlichen Ende des Dorfes entdeckte Anton Doms im Jahre 1975 im Graben einer Gasleitung Siedlungsgruben aus der römischen Kaiserzeit.

## Einbindung
Der Wohnplatz von Thüle liegt 3,5 km südlich des Römerlagers Anreppen, dem 1967 entdeckten, etwa 23 ha großen östlichsten Römerlager an der Lippe. Anreppen war eine Drehscheibe in der Logistik der römischen Armee, wie die Lagerungskapazitäten für Proviant zeigen. Rom führte von 16 v. Chr. bis zum Verzicht auf Germania magna durch Tiberius in Germanien unter Germanicus Repressalien durch. Um zu klären, wie Thüle davon betroffen war, wurden Grabungen durchgeführt.

## Grabungshistorie
Das Westfälische Museum für Archäologie führte 1995/96, da es noch keine Hinweise auf die Ausdehnung des Bodendenkmals gab, eine erste Untersuchung durch. Die Parzelle westlich der ursprünglichen Fundstelle erbrachte den Nachweis einer germanischen Siedlung aus dem 1. Jahrhundert n. Chr. Diese Datierung legten Gefäßscherben, vor allem aber zwei bronzene Fibeln nahe. Weitere Befunde waren zwei Grubenhäuser, zwei Speicherbauten, einige Pfosten- und mehrere Abfallgruben. 
Weiter westlich ist die Siedlung überbaut. Im Norden ist die Vernichtung der Befunde nicht nachgewiesen, aber wahrscheinlich. 
Südlich der untersuchten Parzelle fanden sich weitere Siedlungsspuren und der Einfassungsgraben eines eingeebneten Grabhügels aus der mittleren Bronzezeit. Der Siedlungsrand wurde bei dieser Grabung nicht erreicht. 
Östlich der ersten Grabungsfläche verblieb ein Streifen, der zuletzt in mehreren Kampagnen untersucht wurde. Dort nahm die Befunddichte jedoch merklich ab. Dafür traten einige Brandgräber der Bronze- und Eisenzeit, Scherbenteppiche der jungsteinzeitlichen Trichterbecherkultur sowie Feuersteingeräte und Abschläge hervor. Zuletzt wurde eine nur wenig eingetiefte Grubenhütte entdeckt.

## Die germanische Siedlung
Die Ausgrabung der germanischen Siedlung von Thüle lieferte Pfostenlöcher (keine deutlichen Hausgrundrisse), eingetiefte Grubenhütten, Abfallgruben, Eisenschlacken, den Unterteil eines Lehmofens (vermutlich zur Eisenverhüttung), Bruchstücke von Mahlsteinen, Spinnwirtel und Webgewichte. Die Keramik und die sonstigen Kleinfunde ließen keine zeitliche Überlappung mit der römischen Okkupationsphase erkennen. Das Gelände muss zur Zeit der Varusschlacht unbebaut gewesen sein. Spuren einer Verwüstung durch das römische Militär sind daher in Thüle nicht zu erwarten.

### Paläolithikum
Bei der Anlage der Grubenhütte müssen die Germanen eine wesentlich ältere Fundschicht angeschnitten haben. Beim Leeren wurden, vermengt mit den kaiserzeitlichen Funden, zahlreiche Feuersteinabschläge gefunden. Die Teilfläche wurde dann unter veränderter Grabungstechnik in Angriff genommen, um die Geschossigkeit der Funde zu ermitteln. Dadurch gelang es, eine Vorstellung von den altsteinzeitlichen Verhältnissen zu gewinnen.
In der Fläche, die an die kaiserzeitliche Grubenhütte anschloss, fand sich zunächst ein dünner Schleier von Steinartefakten. Er verdichtete sich zu einer ovalen Fundkonzentration von 6 × 2 m Größe und 0,3 m Mächtigkeit. Die Geräte und die Abfallprodukte, die die Steinzeitjäger in Thüle hinterließen, waren klein. Unter den rund 2.000 lithischen Funden zählt man 35 Kratzer, von denen keiner länger als 3 cm ist. Die Rückenmesser und Rückenspitzen, die vor allem Pfeilschäfte bewehrten, waren ebenso klein. Bei Thüle liegen die Überreste eines steinzeitlichen Schlagplatzes, der an einer längst eingeebneten Düne lag. Vor etwa 12.000 Jahren hatten Jäger ihren Lagerplatz im Windschatten dieser Düne. Dort fertigten sie aus Geschiebeflint (Feuerstein aus Gletscherablagerungen) Geräte an.